# El águila en la nieve

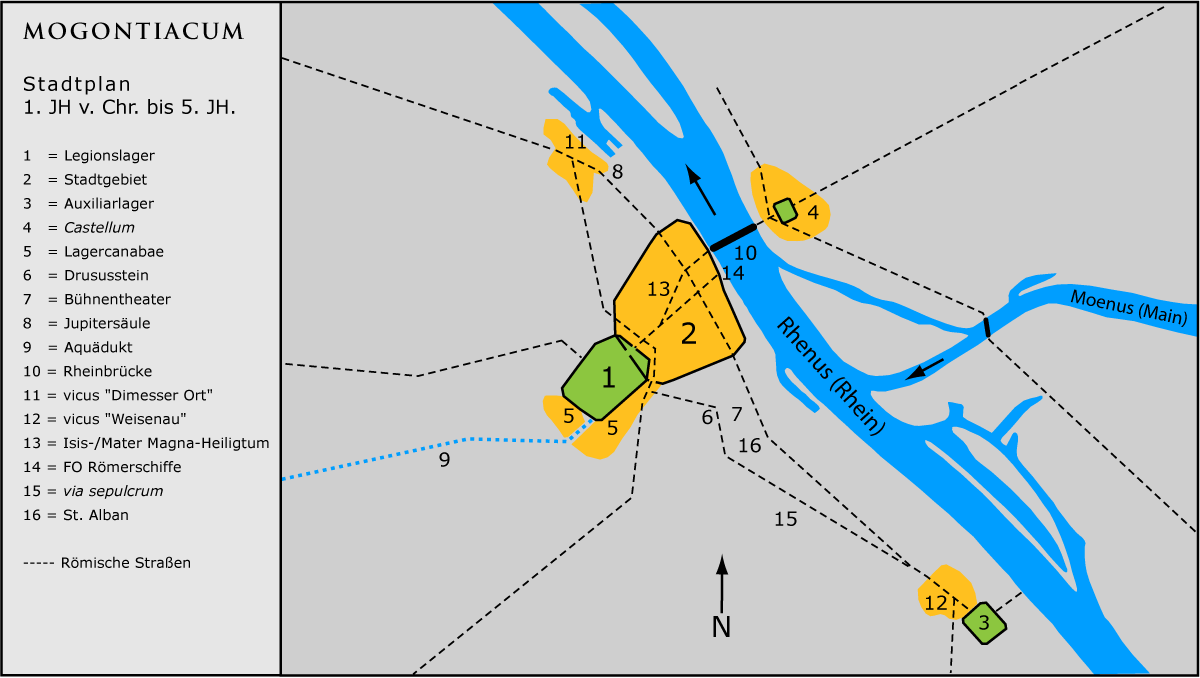
Plano de Mogontiacum, donde se desarrolla la trama final de la novela.

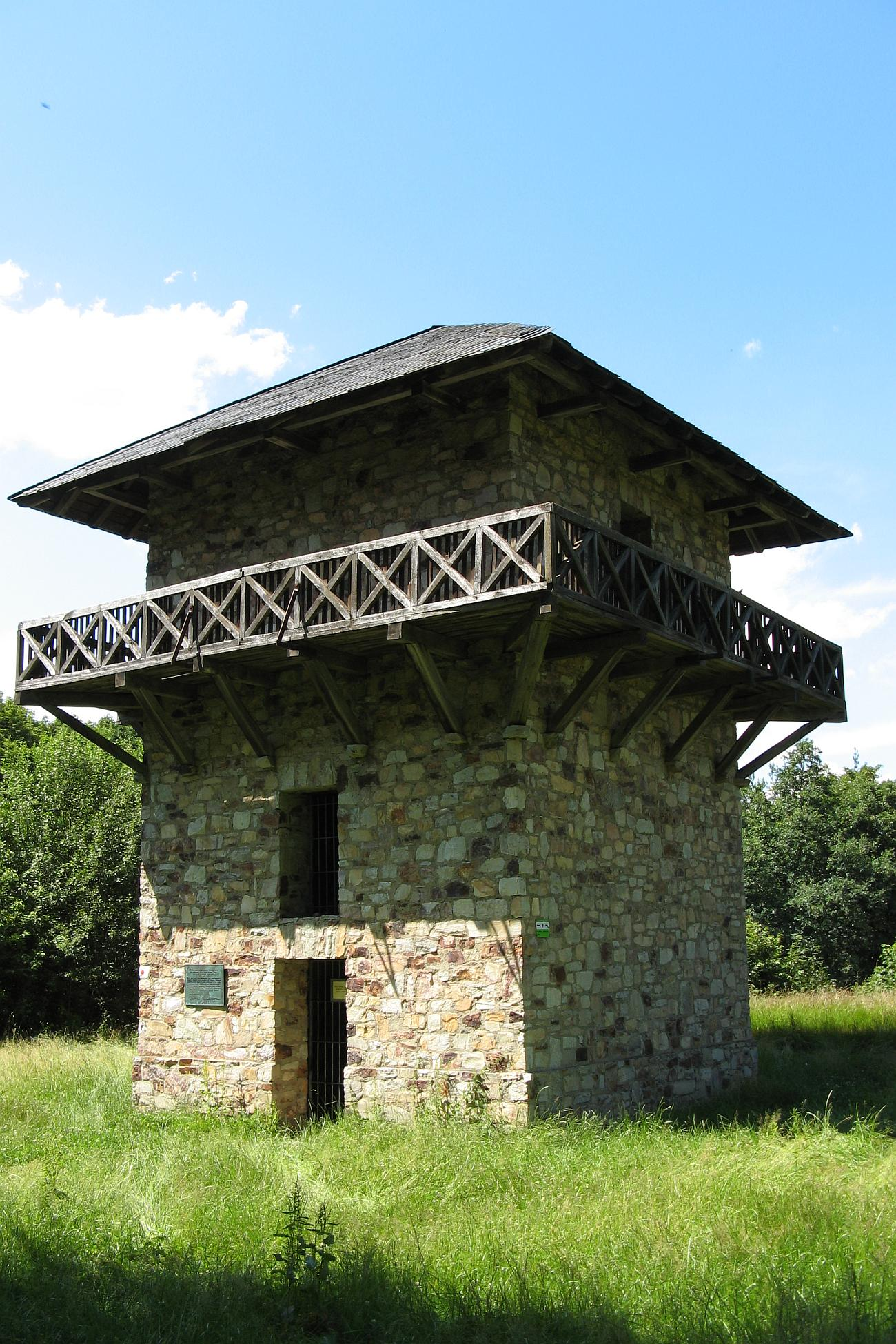
Reconstrucción de una torre de vigilancia romana de la Limes Germanicus, similar a las que se recogen en El águila en la nieve.

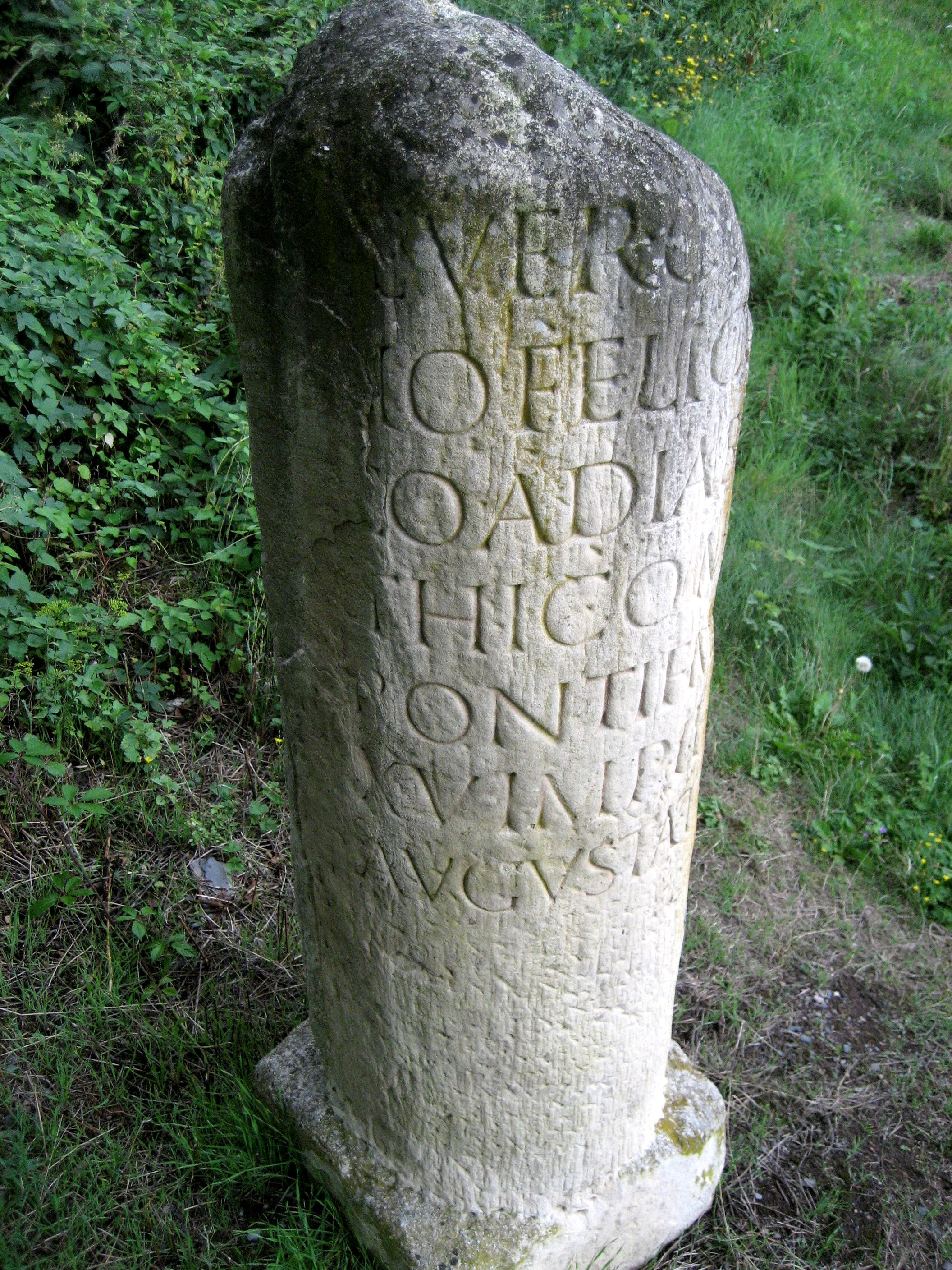
Réplica de un miliario de Germania.

El águila en la nieve (en inglés, Eagle in the Snow) es un clásico moderno de la ficción histórica. Escrita entre 1970 y 1971 por Wallace Breem, se ha considerado como «la mejor novela histórica ambientada en la época de la caída del Imperio romano». La novela se sitúa en Britania y Germania a finales del siglo IV y principios del siglo V y se centra en la persona del general romano Paulino Gayo Máximo, un mitraísta en la época de la cristianización. Máximo y su amigo Quinto Veronio dirigen la defensa del muro de Adriano, pero cuando llegan noticias de una próxima invasión germánica cruzando el Rin, Máximo es promocionado a «General de Occidente» y destinado a Mogontiacum (Maguncia), donde él y su legión se dedican a defender toda la frontera entre Germania y la Galia. 
Conforme cumple con sus obligaciones, más y más de sus aliados—incluyendo aquellos que fueron una vez sus enemigos— intentan persuadir a Máximo para que asumiera el cargo de Emperador de Occidente para sí mismo. A pesar de la tentación del trono Occidental, Máximo permanece leal a su verdadero sentido del honor y el deber. En un cruel giro del destino, Máximo se encuentra luchando por un imperio que rápidamente se está convirtiendo al cristianismo donde sus creencias paganas tradicionales sólo se toleran a duras penas.
El personaje de Máximo se inspira en el auténtico Marco, que fue declarado emperador de Occidente por sus legiones en Britania, pero pronto fue ejecutado. La invasión germánica que Máximo combate fue la auténtica invasión germánica de la Galia en el año 406.

## Ediciones en España
El águila en la nieve, Wallace Breem, Alamut (Luis G.Prado, editor. Traducción: Nuria Gres), Oct/2008. ISBN 978-84-9889-015-0

## El águila en la nieve la novela gráfica
El águila en la nieve,la novela gráfica, Wallace Breem,fue adaptado a la historieta por el matrimonio de Doug y Mattie Smith e ilustrado por el artista Fernando Gabriel Sosa (Mattie Smith,Nick Beranek, editores) bajo el sello Eagle in the snow Production Company en julio/2019. ISBN 978-17-3316-910-3